# 3617 Ейхер
3617 Ейхер (3617 Eicher) — астероїд головного поясу, відкритий 2 червня 1984 року.
Тіссеранів параметр щодо Юпітера — 3,347.